# گاو سیمنتال

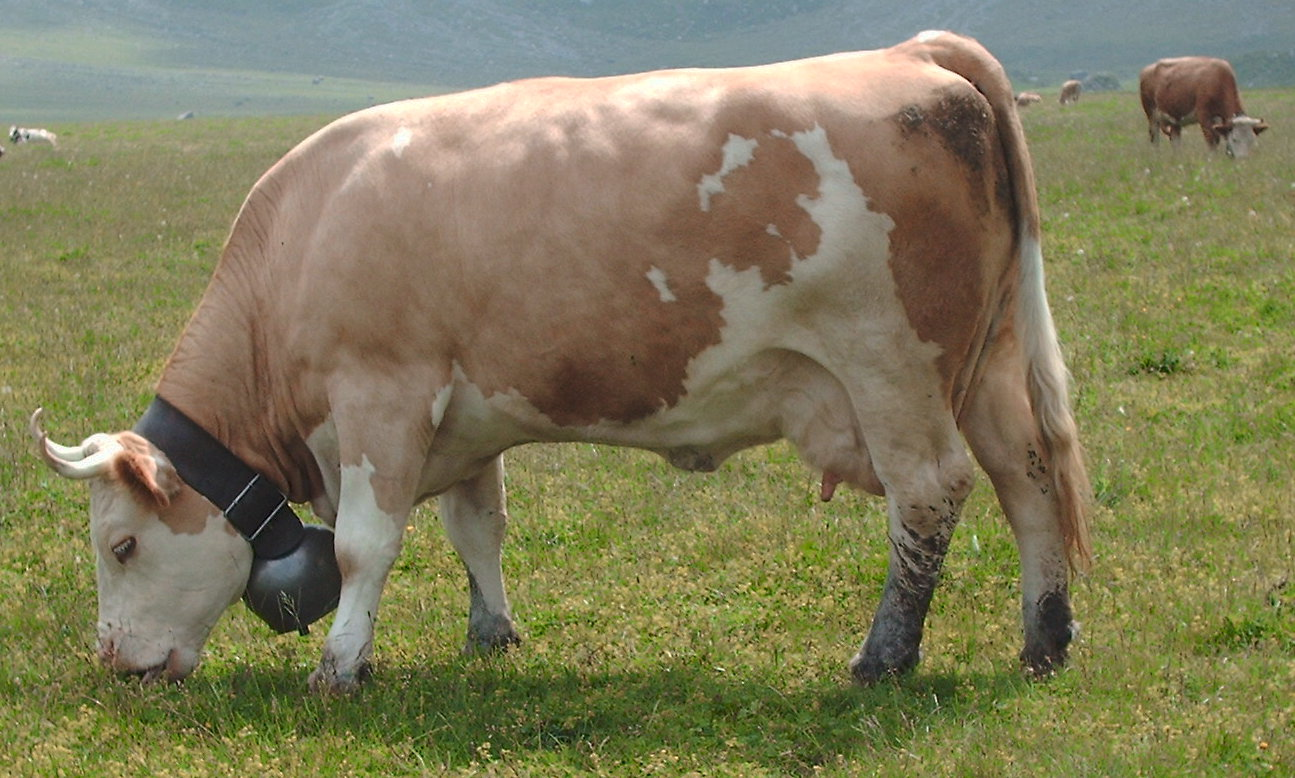
گاو سیمنتال در مرتع آلپ (Engstligenalp)

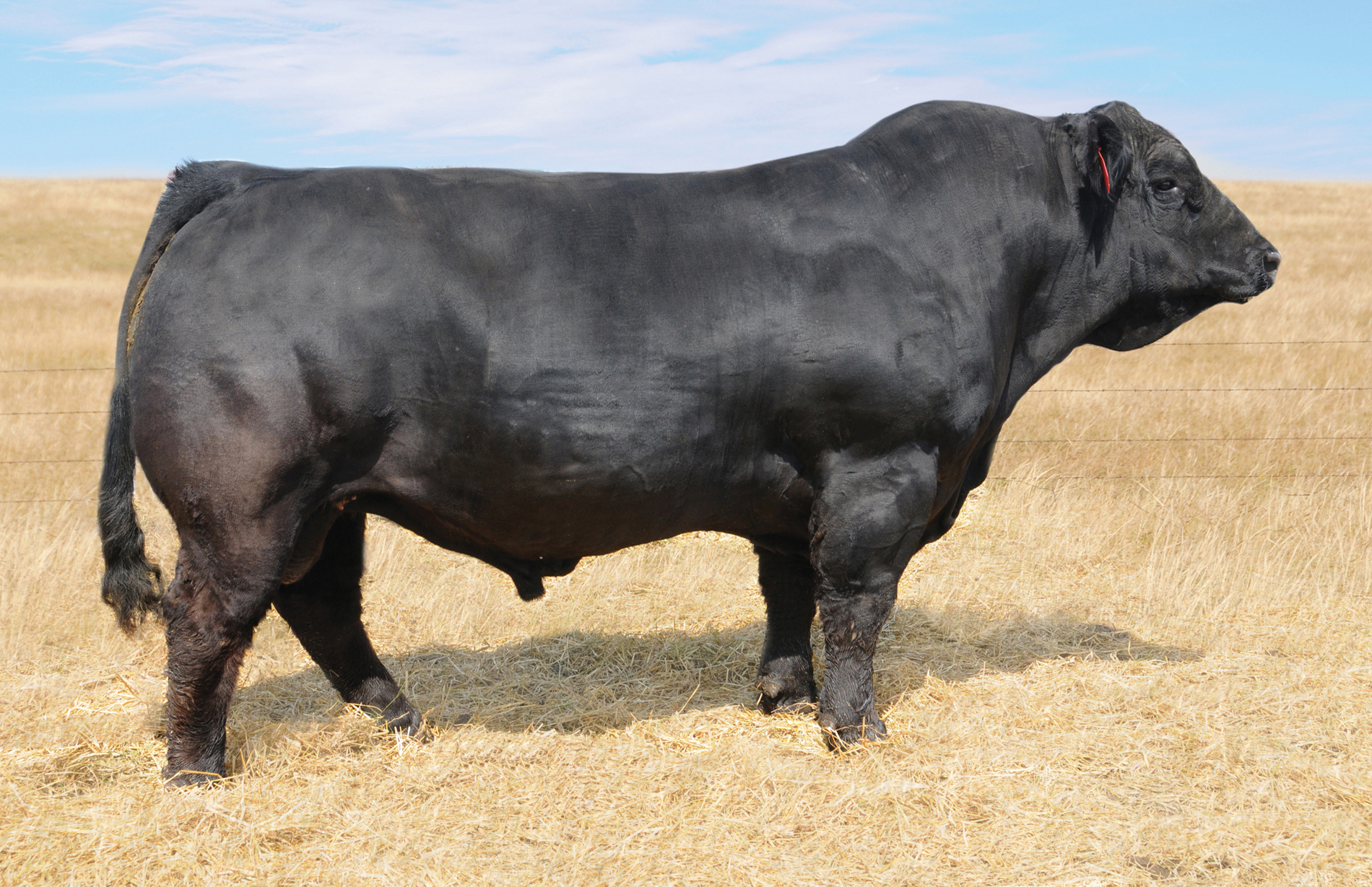
گاو نر اصیل «سمینتال سیاه» در آمریکای شمالی

گاو سیمنتال یک نژاد سوئیسی از گاوهای دو منظوره است. این نام از سیمنتال - دره رودخانه سیمه - در اوبرلند برن، در کانتون برن در سوئیس گرفته شده‌است. رنگ این گاو قرمز با لکه‌های سفید است. این گاو هم برای شیر و هم برای گوشت پرورش داده می‌شود.

## مشخصات

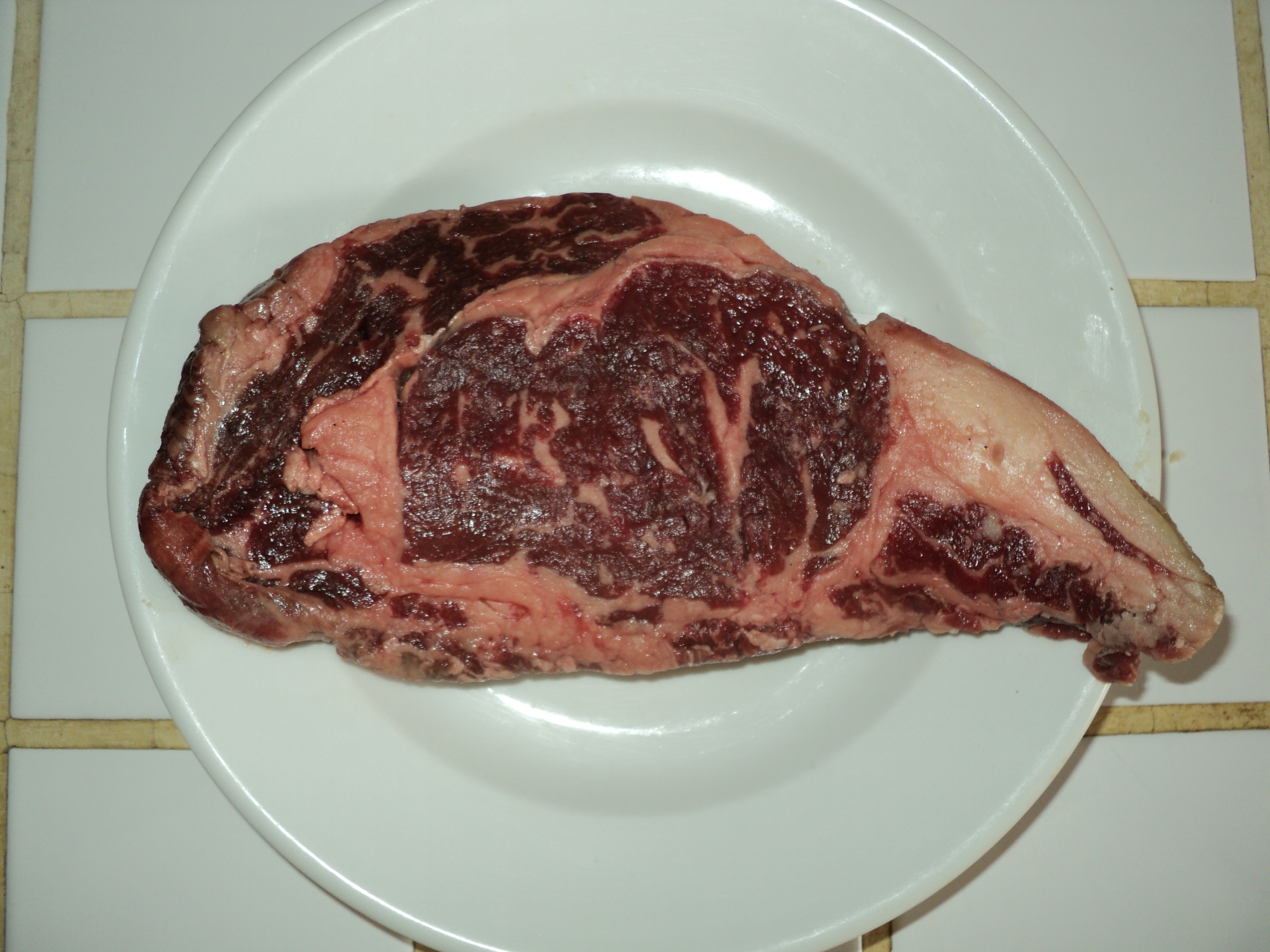
یک استیک سوئیسی تهیه شده از گوشت سیمنتال

### سنتی
سیمنتال در طول تاریخ برای شیردهی و گوشت لذیذش استفاده شده‌ است. آنها به دلیل رشد سریع بچه‌های خود، در صورتی که به آنها غذای کافی داده شود، مشهور هستند. سیمنتال‌ها بیشتر از هر نژاد دیگری افزایش ترکیبی از شیر گرفتن و تولید شیر دارند.

### آفریقا
برخلاف کشورهایی که وجود سیمنتال‌هایی با رنگ‌های سیاه یا قهوه‌ای در گله‌های آنها وجود دارند، در نامیبیا و آفریقای جنوبی سیمنتال‌ها فقط با رنگ معمولی خود وجود دارند، یعنی با پوستی قهوه‌ای و لکه‌هایی زرد که در هر قسمت بدن پخش شده و لکه‌های سفید هم روی پیشانی دارد؛ بنابراین هیچ گاوی در آنجا با رنگ پوست‌های سفید، سیاه یا قرمز وجود ندارند و هرگز دیده نشده‌اند.